# Petra Olli
Petra Maarit Olli (Lappajärvi, 5 de junio de 1994) es una deportista finlandesa que compite en lucha libre.
Ganó dos medallas en el Campeonato Mundial de Lucha, oro en 2018 y plata en 2015, y cuatro medallas en el Campeonato Europeo de Lucha entre los años 2014 y 2019.

## Palmarés internacional
| Campeonato Mundial | Campeonato Mundial         | Campeonato Mundial | Campeonato Mundial |
| Año                | Lugar                      | Medalla            | Categoría          |
| ------------------ | -------------------------- | ------------------ | ------------------ |
| 2015               | Las Vegas (Estados Unidos) | Medalla de plata   | 58 kg              |
| 2018               | Budapest (Hungría)         | Medalla de oro     | 65 kg              |
| Campeonato Europeo |                            |                    |                    |
| Año                | Lugar                      | Medalla            | Categoría          |
| 2014               | Vantaa (Finlandia)         | Medalla de bronce  | 58 kg              |
| 2016               | Riga (Letonia)             | Medalla de oro     | 60 kg              |
| 2018               | Kaspisk (Rusia)            | Medalla de oro     | 65 kg              |
| 2019               | Bucarest (Rumania)         | Medalla de bronce  | 65 kg              |